# Генетичні карти хромосом
Генетичні карти — це графічне зображення хромосом із зазначеним порядком розташування генів та відстані між ними. 
Відносну сталість частоти кросинговеру між різними парами генів однієї групи зчеплення використовують як показник відстані між окремими генами, а також для визначення послідовності їхнього розташування в хромосомі. Зокрема, визначення частот кросинговеру між різними парами генів використовують для складання генетичних карт хромосом. На цих картах зазначено порядок розташування і відносні відстані між генами в певній хромосомі. Генетичні карти мають значення для проведення селекційної роботи, діагностики важких спадкових хвороб людини та ін. 
На генетичних картах позначено: номер групи зчеплення, назви генів, відстань до них від одного з кінців хромосоми, прийнятого за нульову точку, іноді – місце розташування центромери. Відстань від нульової точки і між генами на генетичних картах виражають у процентах кросинговеру (відношення числа мутантних особин, що відрізняються від батьків іншим поєднанням генів, до загального числа вивчених особин) або в морганідах (1% кросинговеру = 1 морганіда), іноді (у бактерій) часовим параметром – у хвилинах.  
Визначення місця генів у хромосомі (картування) проводиться в два етапи: 1) здійснення гібридологічного аналізу для визначення групи зчеплення та частоти рекомбінацій мутантних генів, що їх необхідно вивчити якомога більшу кількість; 2) власне побудова генетичної карти. Найточніше визначити віддаль між генами можна лише тоді, коли вона невелика.  
З досі складених найдокладнішими є генетична карта дрозофіли – понад 500 генів у 4 групах зчеплення, кукурудзи – понад 400 генів у 10 групах зчеплення. З розробкою методів гібридизації соматичних клітин поза організмом відкрилась можливість для складання Г. к. х. людини, у якої вже виявлено всі 23 групи зчеплення, в деяких з них відомо по декілька десятків генів. 

## Використання
Генетичні карти хромосом мають важливе значення для проведення селекційної роботи, оскільки дають змогу свідомо підбирати пари ознак при схрещуванні, а також передбачати особливості успадковування та вияву різних ознак у досліджуваних організмів. 